# Memtest86+
Memtest86+ er et stykke software hvis formål er at stress-teste x86-kompatible computer's RAM (Random Access Memory) enheder for fejl.

## Beskrivelse
Programmet er designet til at køre fra floppy disks, CD-ROM og USB Drev, og computeren der bliver testet behøver ikke have et Operativ system installeret. Memtest86+ er ret aggressiv med sine tests og kan derfor nogle gange vise fejl selvom computeren umiddelbart virker normalt.

## Hvordan det virker
Memtest86+ skriver en serie test mønstre til hver adresse i hukommelsen, så læser den data'en igen og sammenligner resultatet med det skrevne for at finde fejl.